# 拉伊科·日日奇
拉伊科·日日奇（羅馬化：Rajko Žižić，1955年1月22日—2003年8月7日），塞尔维亚男子篮球运动员。他曾代表南斯拉夫参加1976年、1980年和1984年夏季奥林匹克运动会篮球比赛，获得一枚金牌、一枚银牌和一枚铜牌。